# Historia del uniforme del Club Atlético Belgrano
En cuanto a los colores insignia hay dos versiones acerca de su origen: una relacionada también con Manuel Belgrano (imitando los colores de la enseña patria) y la otra indica a Rosario Soria de Lascano (madre de los futbolistas) como la autora intelectual del color de la divisa. 

## Evolución

### Titular
| 1905 | 1981 | 1982-83 | 1983-84 | 1984-85 | 1985-86 | 1986-87 | 1987-88 | 1988-89 |

| 1989-90 | 1990-91 | 1991 | 1992 | 1992-93 | 1993-95 | 1995-96 | 1996-99 | 1999-2000 |

| 2000-02 | 2002-03 | 2003-04 | 2004-05 | 2005-06 | 2006-07 | 2007 | 2008 | 2008-10 |

| 2010-12 | 2012-13 | 2013-14 | 2015-16 | 2016 | 2017 | 2017-18 | 2018-19 | 2019-20 |

| 2021 | 2022-23 | 2023-24 | 2024-25 |

### Visitante
| 1980 | 1981 | 1982-83 | 1983-84 | 1984-86 | 1986-87 | 1987-88 | 1988-89 | 1989-91 |

| 1992-93 |         |         |           |         |         |         |
| 1993-95 | 1995-96 | 1996-99 | 1999-2000 | 2000-02 | 2002-03 | 2003-04 |

| 2004-05 | 2006-07 | 2007 | 2008 | 2008-09 | 2009-10 | 2010-12 | 2012-13 |

| 2013-14 | 2016 | 2017 | 2017-18 | 2018-19 | 2019-20 | 2021 | 2022-23 |

| Cab 2023-24 |

### Tercera
| 1987-88 | 1993-95 | 2004-05 | 2010-11 | 2012-13 | 2021 | 2022 |

| 2023-24 |

### Especial
| 110 aniver. 2015 | Sudamericana 2015 | Honor 1968 2018 | Sudamericana 2024 |

### Arquero

#### 2018-2019
| Arquero | Arquero |

#### 2017-2018
| Arquero | Arquero |

#### 2017
| Arquero | Arquero |

#### 2016
| Arquero | Arquero | Retiro Olave |

#### 2015-2016
| Arquero | Arquero |

#### 2013-2014
| Arquero | Arquero |

#### 2012-2013
| Arquero | Arquero |

#### 2010-2012
| Arquero | Arquero |

## Patrocinio
| Período       | Logo | Proveedor      |
| ------------- | ---- | -------------- |
| 1979-1980     |      | Topper         |
| 1981          |      | Sportlandia    |
| 1982-1983     |      | Nanque         |
| 1983-1984     |      | Adidas         |
| 1984-1993     |      | Topper         |
| 1993-1995     |      | Hummel         |
| 1995-1996     |      | Nanque         |
| 1996-2000     |      | Le Coq Sportif |
| 2000-2004     |      | Mitre          |
| 2004-2005     |      | TBS            |
| 2005-2006     |      | Lotto          |
| 2006-2008     |      | Signia         |
| 2008-2010     |      | Topper         |
| 2010-2017     |      | Lotto          |
| 2017-2020     |      | Kappa          |
| 2021          |      | Givova         |
| 2022-2024     |      | Erreà          |
| 2024-Presente |      | Umbro          |

| Período       | Sponsor                   |
| ------------- | ------------------------- |
| 1982-1985     | Bracco Mercedes Benz      |
| 1986-1987     | Georgalos                 |
| 1987-1988     | Vinos San Javier          |
| 1988-1990     | Luxsa                     |
| 1990-1991     | Yasta                     |
| 1991-1992     | Rosamonte                 |
| 1993-1995     | Intercable                |
| 1995-1996     | Esco                      |
| 1996-1998     | Máxima AFJP               |
| 1999          | Lotería de Córdoba        |
| 2000          | Banco Industrial de Azul  |
| 2000          | Banco Julio               |
| 2000-2001     | CTI Móvil                 |
| 2002          | TSU Cosméticos            |
| 2002-2003     | India Seguros             |
| 2003-2007     | Tersuave / Bancor         |
| 2008          | Tersuave / TSU Cosméticos |
| 2008-2009     | Tersuave / Bancor         |
| 2009-2010     | Tersuave / Banco Julio    |
| 2010-2014     | Tersuave / Bancor         |
| 2014-2015     | Tersuave / Provincia NET  |
| 2016-2021     | Tersuave / Bancor         |
| 2022          | Tersuave / Alcance        |
| 2023-Presente | Macro                     |